# Pieter Hugo Naudé

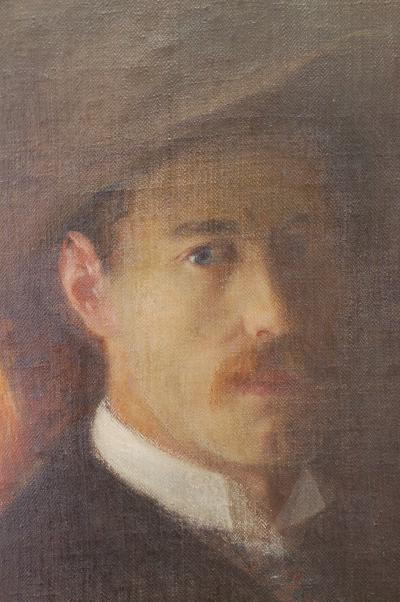
Pieter Hugo Naudé: Selbstporträt. Hugo-Naudé-Haus, Worcester

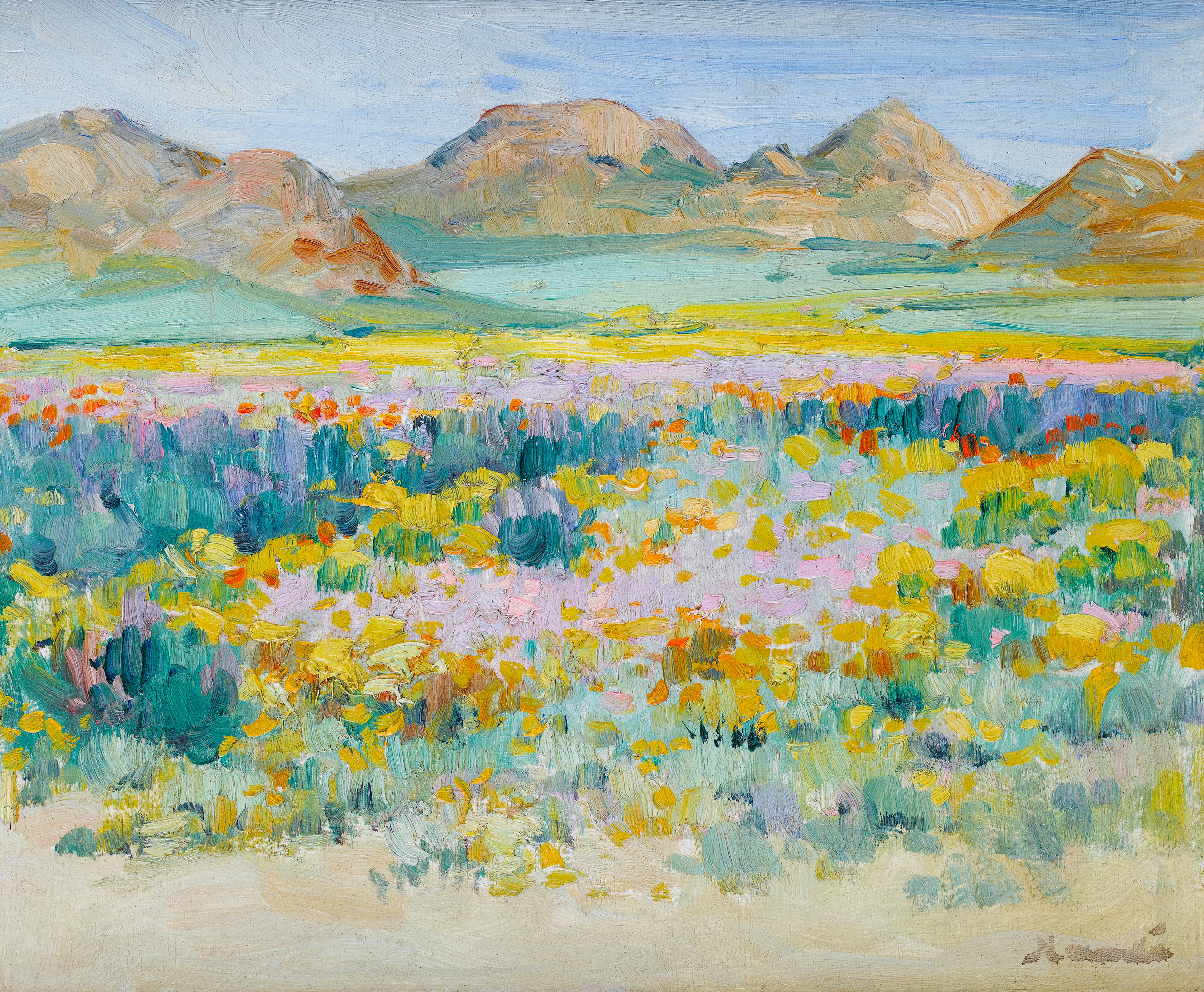
Pieter Hugo Naudé: Namaqualand-Blumen

Pieter Hugo Naudé (* 23. Juli 1869 in Worcester, Kapkolonie; † 5. April 1941 ebenda) war einer der führenden impressionistischen Maler Südafrikas. Seine Werke und sein Engagement machten ihn zu einer bedeutenden Persönlichkeit der südafrikanischen Kunstszene.

## Leben

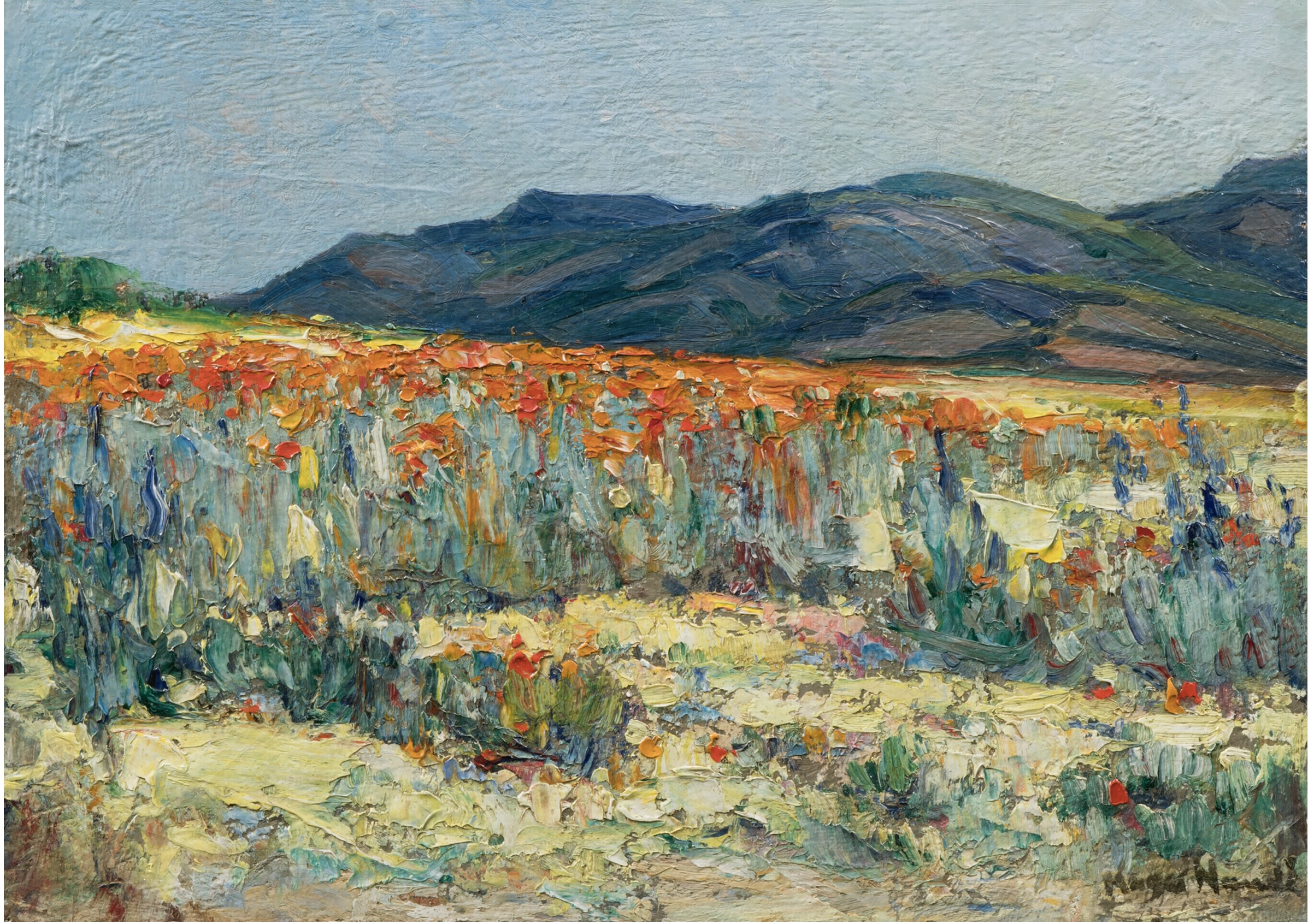
Pieter Hugo Naude: Frühling, Namaqualand

Pieter Hugo Naudé wurde auf der Farm „Aan-de-Doorns“ östlich von Worcester in der Kapkolonie geboren. Seinen zweiten Namen, Hugo, erhielt er von der Familie seiner Mutter. Seine Mutter starb, als Naudé fünf Jahre alt war. Bis dahin hatte sie sechs Kinder zur Welt gebracht. Nach dem Schulbesuch in Over Hex und Worcester kehrte er zur Farm zurück, wo sein künstlerisches Talent entdeckt und gefördert wurde, insbesondere von der Schriftstellerin Olive Schreiner. 1889 begleitete er sie nach Europa, wo sie ihn dem Schriftsteller Havelock Ellis vorstellte, der das Slade College empfahl. Pieter Hugo Naudé bereiste nach dem Studium auch Italien, kehrte jedoch 1896 nach Südafrika zurück, um sich dort als Künstler niederzulassen. Ab 1902 war er Mitglied der South African Society of Artists und nahm an deren Ausstellungen teil. 1904 ließ er sich in Worcester nieder und errichtete dort ein Haus und Atelier, das als Hugo Naude House erhalten geblieben ist.
1913 unternahm er eine Reise nach Jerusalem und kehrte anschließend für ein weiteres Studienjahr nach London und München zurück. 1915 heiratete Pieter Hugo Naudé Julia Brown aus Kapstadt. In seiner späteren Lebensphase blieb er meist in Worcester, widmete sich der Pflege der Stadt und engagierte sich in der Pfadfinderbewegung. Er gestaltete den Worcester Garden of Remembrance, ein Gedenkgarten für die Opfer des Ersten Weltkriegs, und erhielt 1935 die Scout Medal of Merit. 1936 entwarf er Felsenanlagen für die Empire Exhibition in Johannesburg und 1937 schenkte er der südafrikanischen Handelskammer in London eine Landschaftsansicht des Hex Valley. Für seine Verdienste erhielt er 1939 die Ehrenmedaille für Malerei.

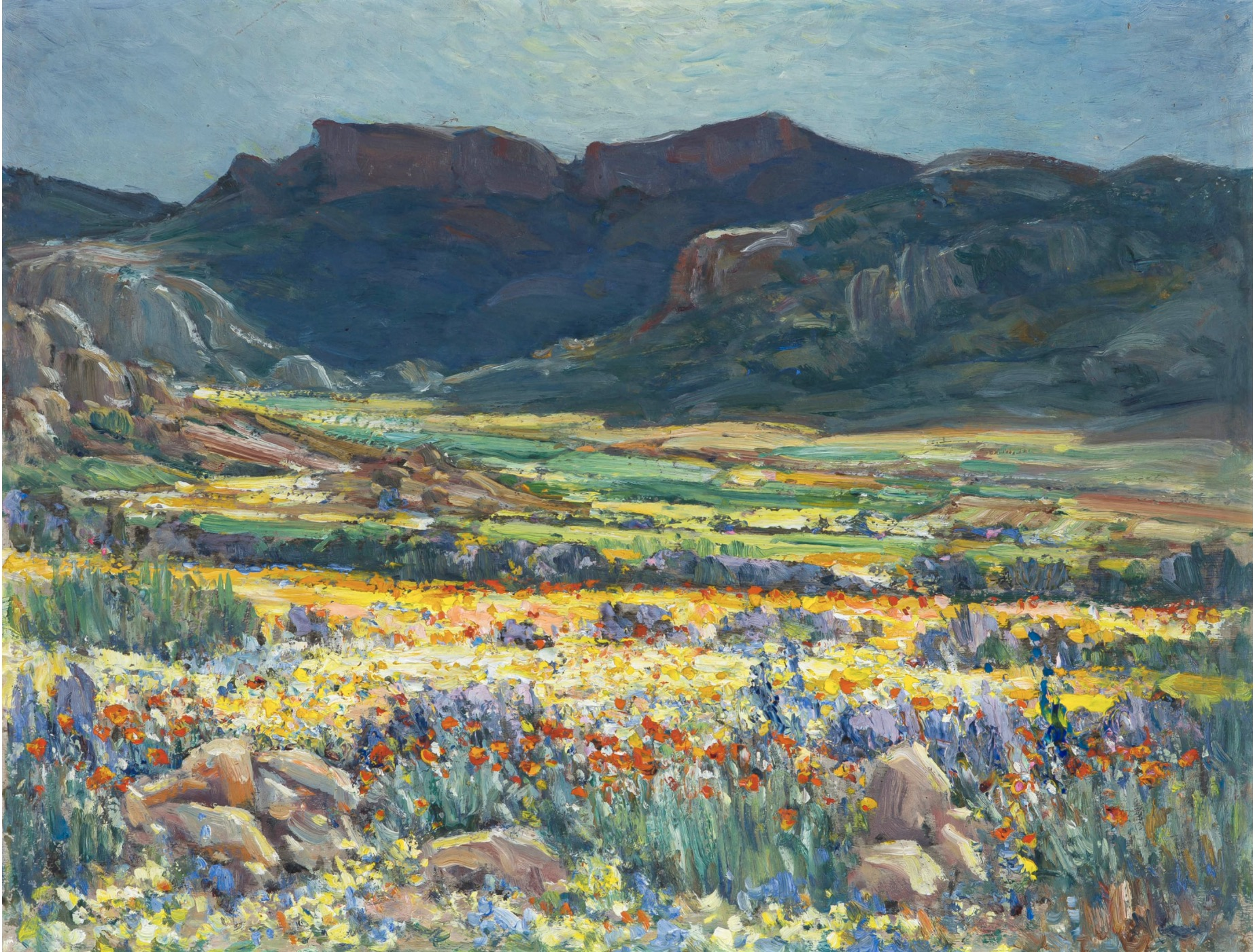
Pieter Hugo Naudé: Namaqualand, Frühlingszeit

Pieter Hugo Naudé starb am 5. April 1941 in Worcester im Alter von 71 Jahren an einem Herzinfarkt. Nach seinem Tod 1941 wurde sein Haus, „The Studio“, mit vielen seiner Werke von den Bürgern von Worcester erworben und zu seinem Gedenken erhalten.

## Öffentliche Sammlungen
- Hugo Naude House, Worcester
- South African National Gallery, Kapstadt
- Pretoria Art Museum
- Durban Art Gallery
- Ann Bryant Gallery, East London
- William Humphreys Gallery, Kimberley
- Albany Museum, Makhanda (ehemals Grahamstown)
- Johannesburg Art Gallery
- Wits Art Museum

## Ausstellungen (Auswahl)
- 1902: Erstausstellung der South African Society of Artists, Kapstadt
- 1910: South African National Union Exhibition, Johannesburg
- 1930: Ausstellungen der South African Academy, Johannesburg
- 1924: Südafrikanischer Bereich, Empire Exhibition, Wembley
- 1936: Empire Exhibition, Johannesburg
- 1948: Übersee-Ausstellung Südafrikanische Kunst
- 1953: Rhodes-Jubiläumsausstellung, Bulawayo
- 1969: Retrospektive im Pretoria Art Museum, Johannesburg Art Gallery und South African National Gallery (zum 100. Geburtstag)
- 1979: Ausstellung „South African Printmakers“ in der South African National Gallery